# Emeteria Valencia
Emeteria Valencia Ibáñez (Salamanca, Guanajuato, 2 de marzo de 1834 – Celaya, Guanajuato, 25 de octubre de 1893) fue una mujer guanajuatense e ilustre benefactora de su estado. Proveniente de una familia acaudalada, aumentó más su fortuna junto con su marido Eusebio González, al ser dueños de diversos negocios, fábrica de hilados y tejidos en las zonas de Salamanca, Celaya, Soria y Salvatierra. Emeteria fue una altruista muy activa, fundando “Escuelas de Beneficencia” en Celaya, escuela de artes y oficios para niños y niñas, y solventando iglesias en Celaya y Salamanca.

## Biografía

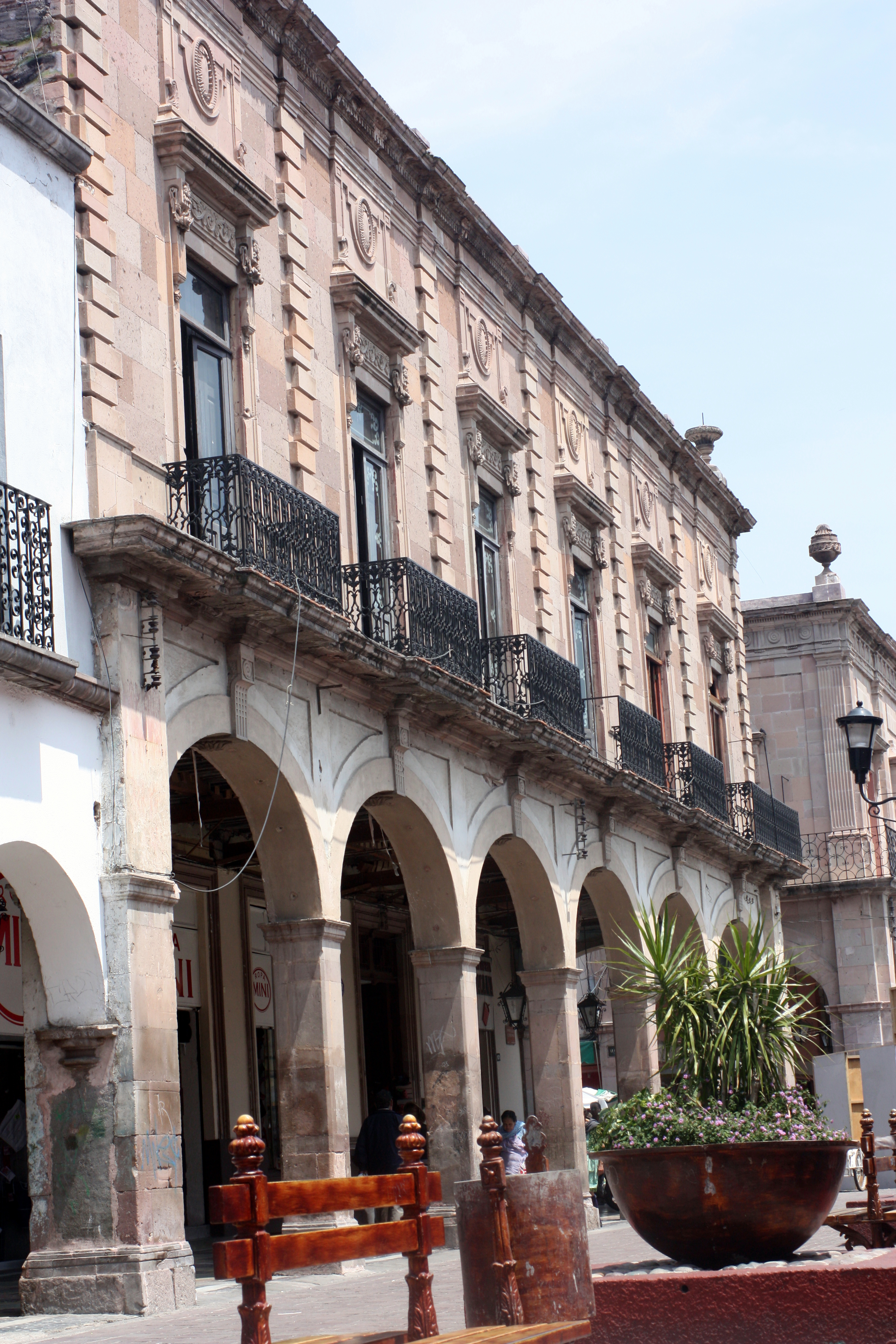
Emeteria y su esposo Eusebio se mudaron a Celaya, donde emprendieron lucrativos negocios.

Emeteria Valencia nació en la ciudad de Salamanca, Guanajuato el 2 de marzo de 1834, en la casa ubicada en la esquina de las calles Obregón y Guerrero. Fue hija de Patricio Valencia y Guadalupe Ibáñez. Su padre era un hombre acaudalado, dueño de propiedades en Salamanca y Santa Cruz (actual municipio de Juventino Rosas). Sobre la manera en que su padre reunió su fortuna hay diversas leyendas. Algunas hablan de haberse encontrado dos tesoros: uno rumbo a Santa Cruz que pudo haber sido un tesoro escondido por bandidos durante la guerra de independencia; otra conocida es que encontró otro tesoro en la barranca de Metlac, que está al pie del Pico de Orizaba, en Veracruz. 
La periodista celayense Abigail Carreño de Maldonado escribió sobre cómo se conocieron Emeteria y su futuro esposo: 
“… hemos de agregar que, por ahí del año 1855, llegó a Salamanca un joven español de nombre Eusebio González y se empleó con el acaudalado señor don Patricio Valencia, en calidad de cuidador de su ganado. Don Eusebio, aprovechando la época tan inestable en que vivía nuestro país, encontró la forma de hacer buenos negocios, ya fuera vendiendo telas, vituallas, ganado, en fin, haciendo diversas operaciones comerciales en donde lograba muy buenas ganancias, además del sueldo que recibía de don Patricio, el que más tarde sería su suegro”.
Eusebio y Emeteria se enamoraron y se unieron en matrimonio juntando la fortuna de la familia Valencia y la modesta fortuna que había reunido Eusebio. Al poco tiempo la pareja comenzó diversos negocios en las zonas de Salamanca, Salvatierra y Soria; fundaron una fábrica de hilados y tejidos en Salamanca. Juntos llevaron el patrimonio de la familia Valencia y sus industrias a posicionarse entre las más importantes del país y a reunir una de las mayores fortunas del estado.
El matrimonio se mudó a Celaya, ciudad en la que continuaron con sus activas inversiones. A propósito de esto, el historiador celayense Luis Velasco y Mendoza escribió:
“Años más tarde, se trasladó el matrimonio a Celaya, donde Don Eusebio compró a muy bajo precio buen número de propiedades que habían sido de la Iglesia, entre ellos el ex convento del Carmen con toda sus dependencias, realizando posteriormente una utilidad de consideración con la venta de parte de aquellos bienes; y luego fundó la casa "González", que llegó a manejar muchos millones de pesos en diversas operaciones comerciales, llegando con el tiempo a reunir una de las mayores fortunas de que se tiene memoria en los anales de la ciudad.” 
En el año de 1867 cuando el segundo imperio mexicano de Maximiliano de Habsburgo fue derrotado, el grupo liberal mexicano restauró la república. Benito Juárez y Sebastián Lerdo de Tejada comenzaron las confiscaciones y venta de bienes de los simpatizantes del Imperio. De esta manera, Eusebio González se hizo propietario de la fábrica de paños de “Zempoala” que pertenecía al antiguo “Consejero de Estado”, Manuel J. Lizardi.  
Fue en esta época en la que Emeteria Valencia comenzó sus actividades benefactoras. 

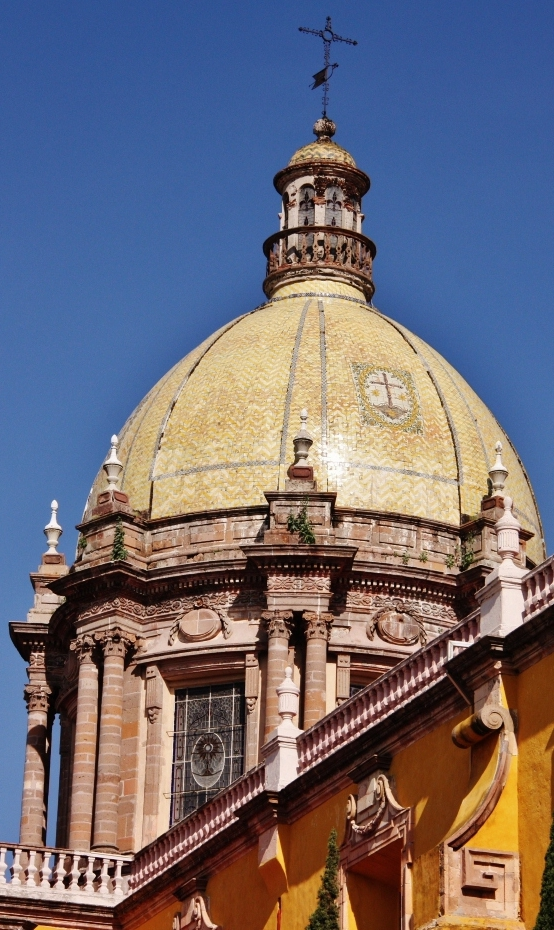
Eusebio se hizo cargo del templo de la Virgen del Carmen, en la imagen, y Emeteria del de la Tercera Orden

Ya como presidente, Sebastián Lerdo de Tejada, con sus constantes persecuciones y problemas con la Iglesia permitió la instauración de la religión protestante. Los protestantes empezaron a tomar como propiedad diversos templos, siendo protegidos por el gobierno. A la ciudad de Celaya llegaron en 1874, pero los celayenses se opusieron a que los protestantes ocuparan las iglesias. Emeteria Valencia, su hermana Antonia y Eusebio, así como otros particulares adinerados se hicieron del derecho de ciertos inmuebles para impedir su apropiación protestante. Emeteria Valencia se hizo del Templo del Tercer Orden; su hermana del de San Agustín y Eusebio de las construcciones del Carmen. 
Emeteria había decidido financiar escuelas para los desamparados de la ciudad. Empezó la construcción de dos, una para niños y otra para niñas, junto con el entonces cura Francisco M. Góngora”, pero en 1889 el gobernador de Guanajuato, Manuel González, impuso la Ley de enseñanza obligatoria para el Estado, que imponía la educación laica. A pesar del contratiempo, ella continuó las obras e inauguró sus planteles el 12 de octubre del mismo año. Los llamó “Escuelas de beneficencia” y todavía construyó la tercera. Además, de su propio capital las dotó de recursos para costear sus gastos presentes y futuros.
El 21 de enero de 1893 murió Eusebio González. Como no tuvieron descendientes, su viuda heredó todo el capital reunido por ambos. Ese mismo año, el 25 de octubre falleció la ilustre benefactora Emeteria Valencia, en la ciudad de Celaya.

## Legado
Además de la fundación de las “Escuelas de beneficencia” y las de artes y oficios, Emeteria Valencia apoyó las instalaciones del ex convento del Carmen, el templo del Tercer en Orden, ambas en Celaya. En Salamanca, donó el Templo del señor del Hospital, que mandó construir.
El historiador Velasco y Mendoza señaló que Emeteria dejó a cada uno de sus empleados y sirvientes algún dinero y una casa. Además, Eusebio dejó otra suma para que en los inviernos se les entregaran frazadas y ropa de abrigo a las personas menesterosas de Celaya, Salamanca y Soria”.